# Conte di Wisborg

Stemma della casa dei conti di Wisborg, fondata nel 1892

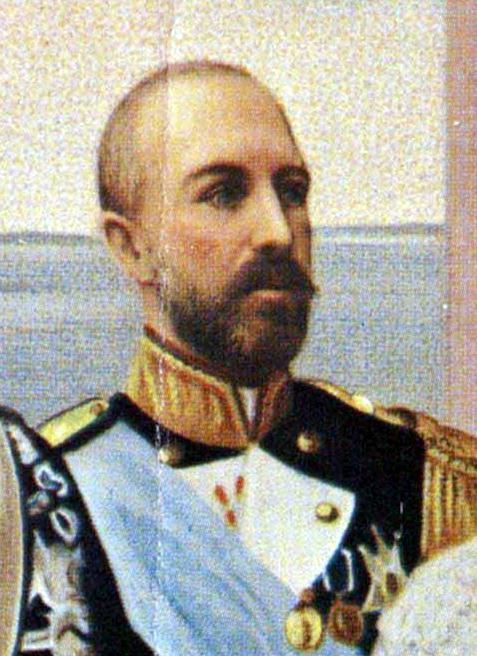
Il primo duca di Wisborg

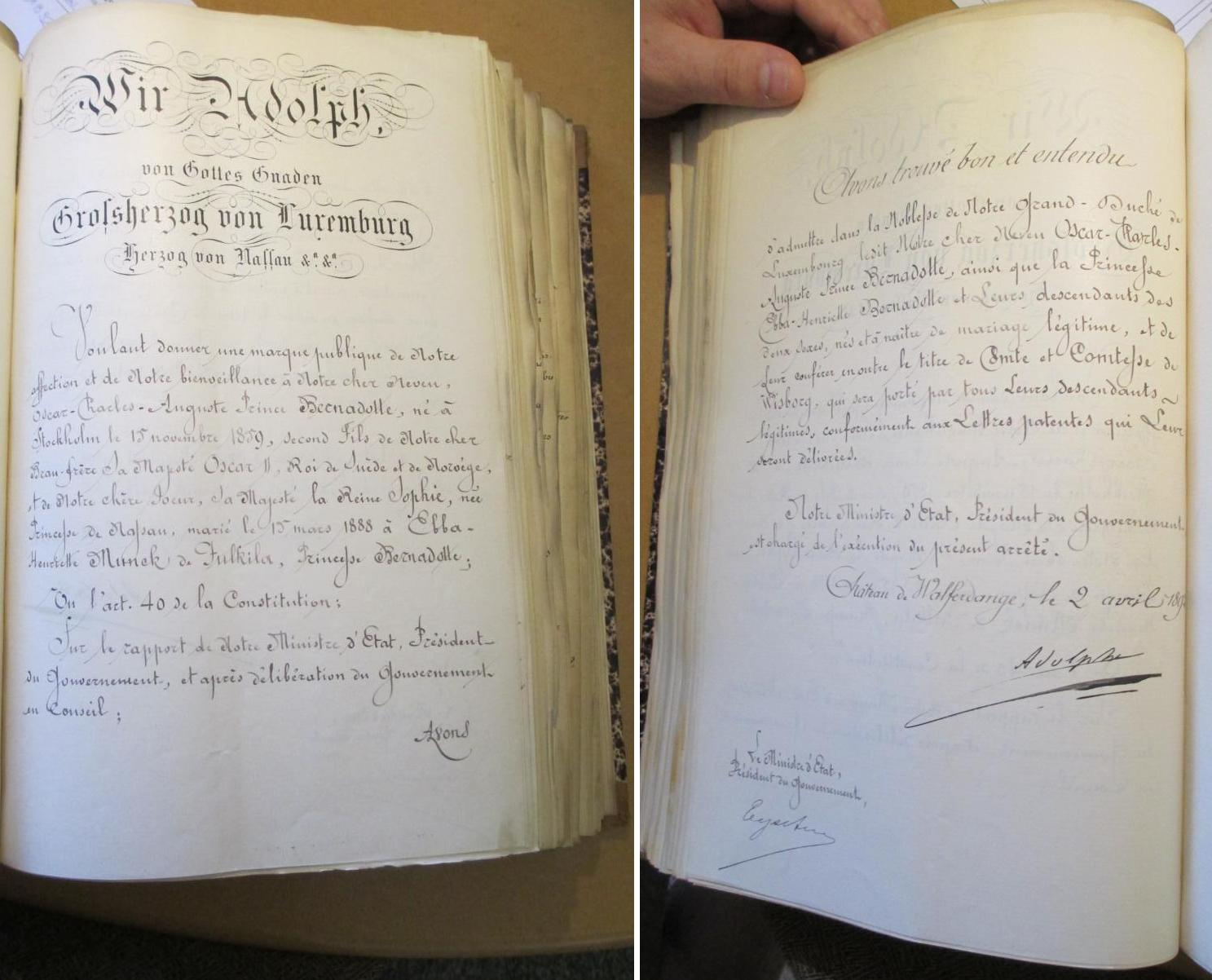
Lettere patenti per Oscar Bernadotte emanate dal granduca Adolfo del Lussemburgo nel 1892

Il titolo di conte di Wisborg (in svedese: greve af Wisborg) è un titolo nobiliare concesso agli ex principi membri della famiglia reale di Svezia e ai loro discendenti.
Dal 1892, i nati dai discendenti in linea maschile dei quattro principi di Svezia che si sposarono morganaticamente senza il consenso del re di Svezia persero quindi il diritto di successione al trono di Svezia per sé stessi e per tutti i loro discendenti. 
I quattro ex principi di Svezia persero ognuno i loro titoli svedesi e assunsero il cognome di Bernadotte. In ogni caso all'ex principe di Svezia Carlo Giovanni Bernadotte fu dato il titolo di conte di Wisborg dal regnante granduca di Lussemburgo. Tutti e quattro sono chiamati principe Bernadotte in tali documenti. 
In Svezia, questi membri del casato di Bernadotte sono considerati parte della cosiddetta "nobiltà non introdotta".

## I primi quattro conti di Wisborg
I quattro ex principi di Svezia a cui fu dato il titolo di conte di Wisborg sono:
- Oscar Bernadotte (1859–1953), secondo figlio maschio di re Oscar II di Svezia. Si sposò morganaticamente e perse i suoi titoli svedesi il 15 marzo 1888. Lui e sua moglie furono investiti dei nuovi titoli di principe e principessa Bernadotte il giorno del loro matrimonio.[1] Non è mai stato stabilito se si trattasse di un vero titolo di nobiltà o d'un mero titolo di cortesia non ufficiale (come per esempio quelli che furono concessi in seguito ad alcuni membri della dinastia). Il 2 aprile 1892, gli fu dato il titolo ereditario di conte di Wisborg da suo zio Adolfo, granduca di Lussemburgo, già duca di Nassau. La madre di Oscar, la regina Sofia di Svezia, era la sorellastra del granduca Adolfo. Una possibile spiegazione per la scelta del predicato di Wisborg è che Oscar era precedentemente duca di Gotland, e la fortificazione di Visborg (nome poi scritto Wisborg) si trova appunto nell'isola di Gotland.

- Lennart Bernadotte (1909–2004), unico figlio maschio del principe Guglielmo, duca di Södermanland. Si sposò morganaticamente e perse i suoi titoli svedesi l'11 marzo 1932. Fu creato conte di Wisborg dalla granduchessa Carlotta di Lussemburgo il 2 luglio 1951. Lennart si designò principe Lennart Bernadotte, ma tale titolo non gli fu mai riconosciuto da re Carlo XVI Gustavo di Svezia.

- Sigvard Bernadotte (1907–2002), secondo figlio maschio di re Gustavo VI Adolfo di Svezia. Si sposò morganaticamente e perse i suoi titoli svedesi l'8 marzo 1934. Fu creato conte di Wisborg dalla granduchessa Carlotta di Lussemburgo il 2 luglio 1951. Sigvard annunciò, il 28 maggio 1983, che il suo titolo era "principe Sigvard Bernadotte" (lo stesso titolo di Oscar dunque, non un titolo reale), ma esso non fu mai riconosciuto da re Carlo XVI Gustavo di Svezia.

- Carl Johan Bernadotte (1916-2012), quarto figlio maschio di re Gustavo VI Adolfo di Svezia. Si sposò morganaticamente e perse i suoi titoli svedesi il 19 febbraio 1946. Fu creato conte di Wisborg dalla granduchessa Carlotta di Lussemburgo il 2 luglio 1951. È l'ultimo pronipote sopravvissuto della regina Vittoria del Regno Unito. Il conte Carl Johan fu per molti anni presidente dell'Ointroducerad Adels Förening.

Un quinto principe di Svezia, Carl (1911–2003), si sposò morganaticamente e perse i suoi titoli svedesi nel 1937. Gli fu dato il titolo di principe Bernadotte da suo cognato re Leopoldo III del Belgio. I suoi discendenti in linea maschile avrebbero portato il titolo di conte Bernadotte, ma il suo unico figlio è una femmina (Madeleine Kogevinas, contessa Madeleine Bernadotte).

## Successivi portatori del titolo
I discendenti agnatici (in linea maschile) di ciascuno di questi quattro già principi di Svezia hanno diritto al titolo di conte di Wisborg. In pratica, il loro cognome è spesso incluso nel titolo, conte Bernadotte di Wisborg. 
Il più noto è Folke Bernadotte, un figlio di Oscar Bernadotte, primo conte di Wisborg. Fu il mediatore del Consiglio di sicurezza delle Nazioni Unite nel conflitto arabo-israeliano del 1947–48, assassinato nel 1948 da militanti sionisti.
Un certo numero di membri della famiglia Bernadotte di Wisborg sono stati ospiti alle nozze di Vittoria, principessa ereditaria di Svezia, e Daniel Westling nel 2010.
Tra i portatori del titolo e altri membri della famiglia si ricordano:
- Marianne Bernadotte, vedova di Sigvard;
- il conte Michael Bernadotte di Wisborg (figlio di Sigvard), sua moglie la contessa Christine Bernadotte di Wisborg e la loro figlia la contessa Kajsa Bernadotte di Wisborg;
- il conte Carl Johan Bernadotte di Wisborg (figlio di re Gustavo VI Adolfo) e sua moglie la contessa Gunilla Bernadotte di Wisborg;
- la contessa Bettina Bernadotte di Wisborg (figlia di Lennart), moglie di Philipp Haug;
- il conte Björn Bernadotte di Wisborg (figlio di Lennart) e sua moglie la contessa Sandra Bernadotte di Wisborg;
- il conte Bertil Bernadotte di Wisborg (figlio di Folke) e la contessa Jill Bernadotte di Wisborg.